# 花のずんだ丸
『花のずんだ丸』（はなのずんだまる）は、つのだじろう原作『忍者あわて丸』をWebアニメ化した作品。 コミックス・ウェーブ・フィルム 製作。
実に『ピュンピュン丸』以来45年ぶりのアニメ化となった。

## 登場人物

### メインキャラ
- ずんだ丸（声 - 三森すずこ）
- シャクレ丸（声 - 小島尚之）
- チビ丸（声 - 浜田太一）
- キリリ丸（声 - 成澤卓）
- 校長（声 - 神谷明）
- さゆり（声 - 山本麻里安）
- ケメ子（声 - 山本麻里安）
- カシラ（声 - 神谷明）

### サブキャラ
- 千手手裏の介（声 - 浜田太一）
- カオナシ（声 - 関智一）
- しらたま姫（声 - M・A・O）
- 西部劇丸（声 - 成澤卓）
- 殿（声 - 関智一）
- 大塚肉栗斎（声 - 榎本温子）
- イエヤス（声 - 関智一）

## スタッフ
- 原作：「忍者あわて丸」つのだじろう
- 監督・脚本・全レイアウト：大地丙太郎
- 全原画・全美術：大島りえ
- 撮影：遊佐かずしげ
- 音楽：安部純、武藤星児
- 制作協力：メビウス・トーン
- 制作：コミックス・ウェーブ・フィルム

## 放映リスト
| 回     | 放送日         | サブタイトル                 | 絵コンテ   |
| ------ | -------------- | ---------------------------- | ---------- |
| 第一話 | 2013年10月22日 | 花のみつめい                 | 大地丙太郎 |
| 第二話 | 2013年10月29日 | 続・花のみつめい             | 大地丙太郎 |
| 第三話 | 2013年11月5日  | 花とくつ下とワタシ           | まんきゅう |
| 第四話 | 2013年11月12日 | 花のへんげもの               | 春日森春木 |
| 第五話 | 2013年11月18日 | 花のイエヤス暗殺             | 大地丙太郎 |
| 第六話 | 2013年11月25日 | 花の城攻め                   | 大地丙太郎 |
| 第七話 | 2013年12月2日  | 花のバクダンちゃんはコワイよ | 大地丙太郎 |
| 第八話 | 2013年12月9日  | 花の忍者狩り                 | 大地丙太郎 |